# 诺丁山派
诺丁山派（英語：Notting Hill set）是一个英国政治词语，非正式的指英国保守党内一批担任要职，或在首相领袖戴维·卡梅伦身边担任顾问的年轻政治人物。
这个词最早由保守党议员德雷克·康威在2004年提出，那时卡梅伦还未成为党领袖。康威作为阻碍保守党现代化的“阻碍者”之一提出这个词时有贬损之意。 这个词所指指所有的人都住在西伦敦诺丁山的高级社区，虽然其中的两个灵魂人物，卡梅伦和乔治·奥斯本，后来搬离诺丁山。
这个派系经常被看作在卡梅伦作为保守党领袖期间在党内高层中占主导地位的象征。它将传统的中间偏右经济观与社会自由和环境友好的立场结合在一起。在1992年大选时，这个派系把自己称为“史密斯广场派”（保守党中央党部所在地），通常被称为“布拉特包”。

下列是其成员名单：
- 戴维·卡梅伦影子内阁教育和技能大臣（2005）、反对党领袖（2005-2010）、英国首相(2010-2016)。
- 乔治·奥斯本影子财政部首席秘书（2004-2005）、影子财政大臣（2005-2010）、财政大臣（2010-2016）、第一国务大臣（2015-2016）。
- 迈克尔·戈夫影子儿童学校和家庭大臣（2007-2010）、教育大臣（2010-2014）、下院党鞭长（2014-2015）、大法官兼司法大臣（2015-2016）。
- 尼克·博尔斯教育部教育和技能副大臣（2014-2016）。
- 史蒂夫·希尔顿（英语：Steve Hilton）首相战略总监（2010-2016）。
- 爱德华·卢埃林唐宁街幕僚长（2010-2016）。
- 凯瑟琳·法尔（英语：Catherine Fall）唐宁街副幕僚长（2010-2016）。
- 安德鲁·费尔德曼（英语：Andrew Feldman）保守党主席（2010-2016）。

随着戴维·卡梅伦辞去首相和2016年7月13日特蕾莎·梅内阁的成立，该派系在很大程度上式微。